# رافاييلا كارا
رافاييلا كارا (ولدت في 8 يونيو 1943 في بولونيا، توفيت في 05 يوليو 2021 في روما)، واسمها الحقيقي هو رافاييلا ماريا روبرتا بيلوني، هي ممثلة ومغنية وراقصة استعراضية إيطالية. عرفت بـ«ملكة التلفزيون الإيطالي»، وحظيت عروضها الغنائية الراقصة بشعبية كبيرة في أوروبا وأمريكا اللاتينية والمنطقة العربية. اعتُبرت كارا لأدائها الاستعراضي المتحرر رمزا للتحرر الجنسي وأيقونة لمثليي وعابري الجنس.

## نشأتها
ولدت في مقاطعة بولونيا لأب من بلدة بيلاريا ساحل البحر الأدرياتيكي، ولأم ذات أصل صقلّي. انفصل والداها بعد وقت قصير من الزفاف وأظهرت في سن مبكرة اهتماما بالعروض الغنائية المتلفزة. في سن الثامنة غادرت إلى روما جيث تعلمت الأكاديمية الوطنية للرقص (بالإيطالية: Accademia Nazionale di Danza)‏، التي أسسها الراقصة الروسية جيا روسكاجا، ثم في المركز التجريبي للتصوير السينمائي.

## مسيرتها الفنية

### التمثيل
بدأت مسيرتها السينمائية عام 1952، حيث ظهرت لأول مرة في السينما في سن التاسعة، في دور الطفلة غراتسيلا في فيلم عذاب الماضي (بالإيطالية: Tormento del passatu)‏، دون أن ينسب الدور إلى اسمها الحقيقي. وقدمت خمسة أفلام أخرى حتى تخرجها تخرجت من المدرسة الوطنية للسينما (بالإيطالية: Centro sperimentale di cinematografia)‏ عام 1960.
استمرت في الظهور في العديد من أفلام الخيال التاريخي "البيبلوم" الإيطالية، بما في ذلك فيلم "غضب الوثنيين (1960)، وأطلس في أرض السيكلوب (1961)، وبونتيوس بيلاطوس (1962)، وعوليص وابن هرقل (1962)، قيصر الفاتح [الإيطالية] (1962)، بالإضافة إلى الكوميديا وأفلام الحركة مثل "خمسة بحارين لكل 100 فتاة" (1963)، و"الإرهابي" (1963)، والمنظِّم (1963)، وكاليستينا ب ر (1965).
انتقلت عام 1965 إلى الولايات المتحدة لتوقيع عقد مع شركة الأفلام "توينتيث سينشوري ستوديوز، ولعبت عام 1965 باسم كارا دور البطولة في فيلم الكولونيل فون رايان مع فرانك سيناترا، وإدوارد مولهير، وتريفور هوارد. وفي عام 1966 لعبت دور البطولة في إحدى حلقات المسلسل التلفزيوني الأمريكي"أنا جاسوس".
بعدها عادت إلى إيطاليا حيث لعبت دور البطولة في عدة أفلام إيطالية وفرنسية مثل القديس يحرس (1966)، وفيلم "عميلكم العظيم فلينت (1966) الذي بحاكب وبسخر من الفلم رجلنا "رجلنا فلينت" (1966)، و"لماذا قلت نعم مرتين؟" (1969)، وشجاعة التوقف (1970)، بالإضافة إلى عدد قليل من البرامج التلفزيونية. بعدها قلّت أعمالها التمثيلية ولم تتجاوز خمسة أعمال تلفزيونية:

### الغناء والرقص

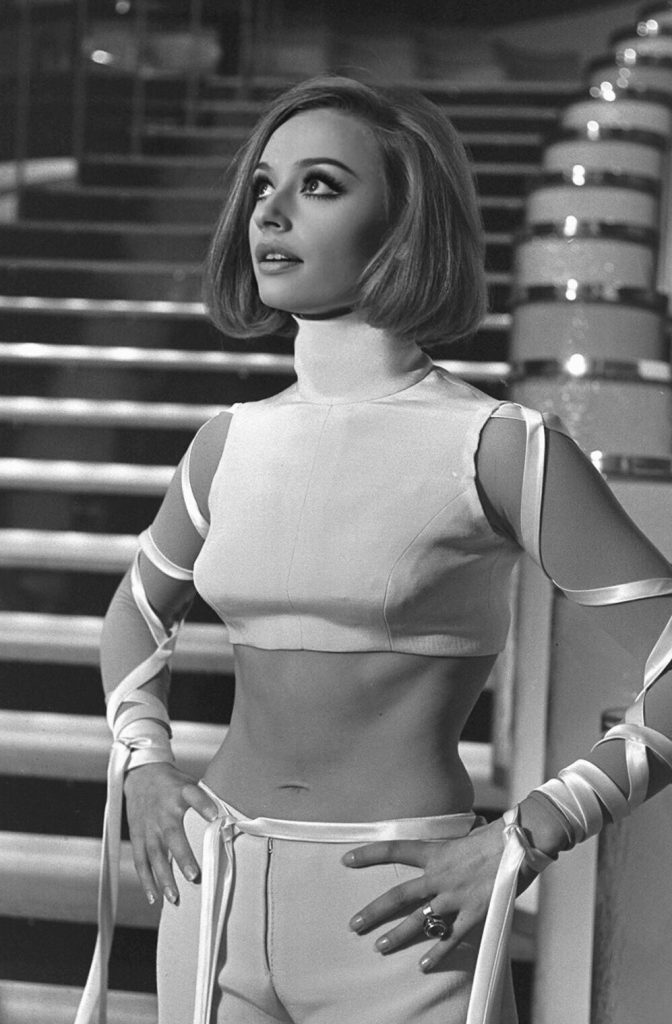
رافاييلا كارار في برنامج كانيونسيما 1971

بدأت كارا الغناء والرقص في عام 1961 وغنت ورقصت في برامج متنوعة في التلفزيون الإيطالي، إلا أن شهرتها مغنيةً استعراضية بدأت مع ظهورها في حلقة من البرنامج التلفزيوني «هو، أغاتا، وأنت» بالاشتراك مع المغني الإيطالي نينو فيرير في حلقة حظيت بإعجاب الجمهور، وعرضت عليها إدارة التلفزيون الإيطالي تقديم برنامج «كانتسونيسيما» Canzonissima [الإنجليزية] الاستعراضي الأسبوعي للعام 1970، حيث عرضت أيضا أعمالا غنائية راقصة، وواصلت تقديم البرنامج في الأعوام 1971 و1974. في هذه المرحلة أصبحت عروضها الراقصة تحتوي على تصاميم رقصات متقنة وجذابة، عرفت بأسلوبها المتحرر، وكانت أول شخصية تلفزيونية تظهر سرّة بطنها أمام الكاميرا، وقوبل ذلك بانتقاد شديد من الفاتيكان ومن الكنائس الكاثوليكية في البلدان التي عرض فيها برنامج كانسيونيسيمي.
بدأت باستعمال الاسم المستعار «كارا» في النصف الأول من الستينيات، وكان هذا الاسم فكرة المخرج دانتي غاردامانيا الذي كان شغوفًا بالرسم، فجمع بين اسمها الحقيقي رافاييلا الذي يذكر بالرسام الإيطالي رفائيل، ولقب الرسام الإيطالي كارلو كارا.
في عام 1971حققت كارا نجاحا كبيرا بأغنيتها توكا توكا (بالإيطالية: Tuca Tuca)‏ الحسية الطابع، التي كتبها لعروضها التليفزيونية شريكها القديم وصديقها السابق جاني بونكومباني. وفي نفس العام حققت نجاحات أخرى مع ما تشي موزيكا مايسترو (بالإيطالية: Ma che musica maestro)‏ وكيسا سي فا (بالإيطالية: Chissà se va)‏.
اشتهرت بين عامي 1975 و 1980 في إسبانيا، وأدى نجاح أغانيها إلى أن يقدم لها التلفزيون الإسباني TVE عام 1976 عرضا خاصا بعنوان «ساعة رافاييلا كارا» (بالإسبانية: La hora de Raffaella Carrà) التي أنالتها شعبية لدى الجمهور الناطق بالإسبانية.
ركزت كارا في هذه السنوات بشكل أكبر على الغناء، واكتسبت إضافة إلى شهرتها في إيطاليا شهرة في عدة دول أوروبية مثل إسبانيا وألمانيا وفرنسا وهولندا وبلجيكا وإنجلترا واليونان، كما اشترهت على وجه الخصوص في دول أمريكا اللاتينية.
كانت أشهر أغنياتها الفردية "أطيب التمنيات" (بالإيطالية: Tanti Auguri)‏، التي أصبحت أغنية شائعة لدى جماهير المثليين، وهذه الأغنية معروفة أيضًا باسمها الإسباني "لممارسة الحب بشكل أفضل يتوجب الذهاب جنوبا (بالإسبانية: Para hacer bien el amor hay que venir al sur) حيث تم تسجيل الأغنية في إسبانيا. كما أدت المغنية Anne Veski نسخة إستونية من هذه الأغنية (بالإستونية: Jätke võtmed väljapoole)‏.

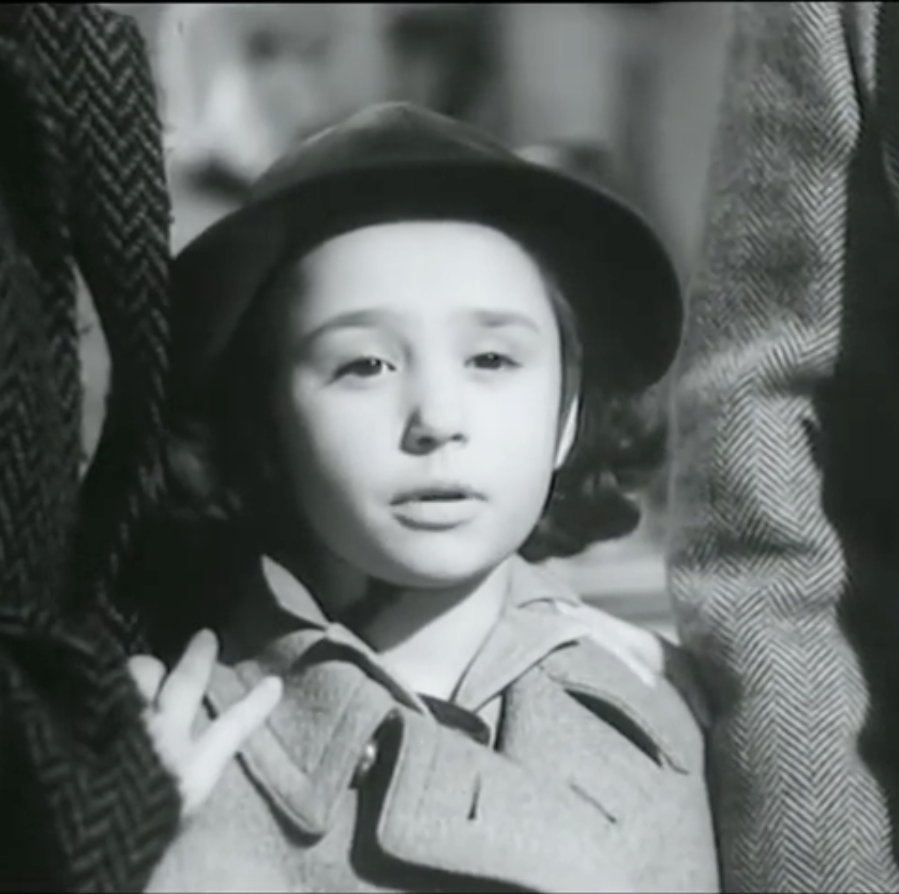
رافاييلا كارا في ظهورها السينمائي الأول في فيلم "عذاب الماضي" عام 1952

سجلت في عام 1976 سجل ألبوم «قوي قوي» (بالإيطالية: Forte forte forte)‏ الذي نُشر في 36 دولة حول العالم وفاز بعدة اسطوانات لذهبية في كل من إسبانيا والمملكة المتحدة وألمانيا، واسطوانتان بلاتينيتان في إيطاليا، ويمثل هذا الألبوم واحدا من أكبر نجاحاتها.

كانت أغنيتها «لممارسة الحب.. إبدأ أنت!» (بالإيطالية: A far l'amore comincia tu)‏ نجاحا دوليا آخر لها، وأصدرت هذه الأغنية كذلك باللغات الإسبانية والفرنسية والألمانية والإنكليزية، وقد كانت الصيغة الإنكليزية أغنيتها الوحيدة التي دخلت تصنيف المملكة المتحدة للأغاني المنفردة حيث وصلت إلى المركز التاسع عام 1978، وقد أصدرت المغنية آجدا بقان نسخة تركية من هذه الاغنية. وفي عام 1977، سجلت كارا أغنية أخرى ناجحة هي «حفلة» (بالإسبانية: Fiesta)، سجلتها في الأصل بالإسبانية، ثم أصدرتها بالإيطالية والفرنسية. وفي عام 1979 أصدرت أغنية بعنوان "5353456" أثارت ضجة لتناولها الوحدة والتحرر من الاعتماد العاطفي بممارسة الإشباع الذاتي.
أصبعي أحمر من كثرة الاتصال، يتحرك من تلقاء نفسه وق جسدي، وينقر بلا توقف: 5-3 / 5-3 / 4-5-6. لا تأت إلى هنا، ليس هناك ما تفعله هنا. بدونك تعلمت أن هناك طرق عديدة للعيش. وصرت قادرة على نسيان رقم هاتفك
حظيت أعمالها أيضا بشعبية واسعة في دول أمريكا الجنوبية الناطقة بالإسبانية، وظهرت في برنامج «السبت العظيم» على التلفزيون التشيلي عام 1978، وحققت لاحقا شهرة واسعة بوصفها رمزا للإغراء بعد اختيارها «ملكة» لمهرجان فينيا ديل مار في تشيلي عام 1982.
قدمت ابتداء من عام 1983 على التلفزيون الإيطالي RAI برنامج «برونتو، رافاييلا؟» الذي حظي بشعبية واسعة حيث بلغ عدد مشاهديه الـ14 مليونا، والذي كان يبث على الهواء في منتثف النهار ويعاد مسجلا في المساء. وقد أحدثت إحدى حلقاته ضجة واسعة عندما أجرت كارا مقابلة مع الأم تيريزا، وهي ترتدي فستانا شفافا مرصعا بالأحجار الكريمة.
في عام 1984، سجلت كارا أغنية «إنتظر!» (بالإيطالية: Spera، aspetta e spera)‏، وهي النسخة الإيطالية عن أغنية لانشا بيرفوم لمغنية الروك البرازيلية ريتا لي. وفي عام 1985 أصدرت فيديو ستارلايت إكسبرس الاستعراضي الذي استخدمت فيه شخصيات وأزياء متنوعة.
قدمت عام 1989 على التلفزيون الإيطالي برنامج «ويكند رافاييلا» الذي ظهرت فيه بمظهر أكثر جدية، وتلاه برنامج «لقاء ثنائي» (بالإيطالية: 'Ricomincio da Due)‏ الذي نالت حلقاته الثماني والأربعين 40% من المشاهدات في إيطاليا، وأصدرت عام 1990 ألبوم «المبعوث الخاص» (بالإيطالية: Inviato Speciale)‏ الذي حقق نجاحا واسعا في إيطاليا. انتقلت علم 1992 إلى إسبانيا حيث قدمت برنامج «هولا رافاييلا» على التلفزيون الإسباني، كما قدمت هناك عام 2004 برنامج «معك» (بالإسبانية: Contigo).
في مايو 2011، قدمت كارا نقاط التحكيم الإيطالية في مسابقة الأغنية الأوروبية.
عملت كارا مع بوب سينكلير في إعادة تقديم أغنيتها «مارس الحب» (بالإيطالية: A Far l'Amore)‏ في فيديو جديد صدر على موقع يوتيوب في 17 مارس 2011، وظهرت في الموسيقى التصويرية في فيلم باولو سورينتينو «الجمال العظيم» الذي حاز على جائزة الأوسكار.
وعادت عام 2013 إلى التلفزيون الإيطالي ببرنامج بعنوان "صوت إيطاليا وسجلت اسطوانة "ريبلاي" (بالإنجليزية: Replay)‏ المغناة باللغة الإنكليزية وبإدماج أصوات إلكترونية، وشاركت في الأعوام 2013 و2014 بصفة مدربة في برناج "الصوت" (بالإيطالية: La Voz)‏ للنجوم في إيطاليا.
قررت عام 2016 وهي سن الثالثة والسبعين اعتزال الفن، إلا أنها عادت إلى الظهور عام 2019 في سلسلة لقاءات متلفزة عن حياتها بعنوان «للرواية.. إبدأ أنت» المأخوذ من عنوان أغنيتها الشهيرة «لممارسة الحب.. إبدأ أنت».

## تكريم وحضور في الثقافة الشعبية

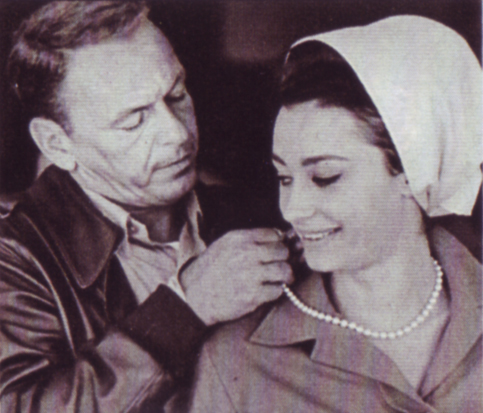
مع فرانك سيناترا في فيلم الكولونيل فون رايان (1965) للمخرج مارك روبسون

- حصلت على وسام الاستحقاق المدني الإسباني في العامين 1985[30] و2018.[31]
- حصلة على جائزة القطة الذهبية التيليغاتو [الإنجليزية] الإيطالية لأفضل عروض تلفزيونية للأعوام 1974، 1976، 1979، 1983 (برنامج فانتاستيكو 2)، 1984 (شخصية العام النسوية)، 1984 (برنامج برونتو رافاييلا)، 1948 (أغنية فاتاليتا، أفضل موضوع)، 1985 (برنامج برونتو رافاييلا)، 1987 (برنامج دومينيكا إن، أفضل برنامج حواري)، 1991 (شخصية العام النسوية)، 1996 (عرض آي كارامبا)، 1998 (شخصية العام النسوية)، 1999 (عرض كارامبا كي فورتونا!)
- صرّحت كارا في مقابلات مع برامج تلفزيونية بأنها قد باعت خلال مسيرتها الفنية أكثر من 60 مليون اسطوانة وأن لديها 22 اسطوانة بين البلاتينية والذهبية، وحظيت البرامج التلفزيونية التي قدمتها بشعبية واسعة لدى الجمهور في إيطاليا وإسبانيا.
- عدتها صحيفة الغارديان البريطانية رمزا للجنس في أوروبا، واصفة إياها بـ «الأيقونة الثقافية التي علمت أوروبا مباهج الجنس».[32]
- تناولها الكوميدي الإسباني خواكين رييس في أحد عروضه الساخرة عام 2006.[33]
- عام 2004 خصص لها المغني الإيطالي تيتسانو فيرو أغنية «كارا خاصتي» (بالإيطالية: E Raffaella è mia)‏في ألبوم «لا أحد وحيد» (بالإيطالية: Nessuno è solo)‏[27][34]
- كانت داعمة لحقوق المثليين والعابرين جنسيا وواحدة من أيقوناتهم، وحصلا في على جائزة الـ «غاي أيكون» في مهرجان برايد مدريد عام 2017[35]
- في 6 يوليو 2021، بعد وفاتها بيوم، عزفت أغنيتها «لممارسة الحب.. إبدأ أنت» قبيل بدء لعبة كرة القدم بين منتخبي إيطاليا وإسبانيا في دوري نصف نهائي بطولة أوروبا في ملعب ويمبلي في لندن، بناء على طلب تقدم به الاتحاد الدولي لكرة القدم إلى الاتحاد الأوروبي لكرة، لكونها كانت تحظى بشعبية واسعة في البلدين.[36]

## مواقف سياسية
في مقابلة صحفية أجرتها عام 1977 مع مجلة إنترفيو [الإنجليزية] الإسبانية عبرت كارا عن ميولها الشيوعية: «أنا أصوت دائما للشيوعيين. في الصراع بين العمال ورجال الأعمال أأتخذ دوما صف العمال»، وعن دعمها لتحسين شروط عمل الراقصات والراقصين وموقعهم في المجتمع.

## وفاتها
في 5 يوليو 2021 أعلن صديقها وشريكه سيرچو يابينو وفاتها، وعلم لاحقا أنها توفيت بسرطان الرئة. في 7 يوليو تحرك موكب جنائزي من منزلها في شمال روما وطاف بالجثمان في أنحاء مختلفة من المدينة كانت تتردد عليها، منها استوديوهات ومواقع تصوير التلفزيون الإيطالي، وصولا إلى الكابيتول (دار بلدية روما)، حيث مدد الجثمان حتى الجنازة التي انطلقت يوم الجمعة 9 من بازيليكا سانتا ماريا في آراكويلي [الإنجليزية] وشارك فيها الآلاف وبثتها التلفزيون الإيطالي مباشرة، وقد أرسل رماد الجثمان الذي أحرق بناء على وصيتها إلى دير سان بيو دا بيترليسنا في بلدة سان جوفاني روتوندو لمباركته قبل دفنه في مقبرة بلدة بورتو سانتو ستيفانو في إقليم توسكانا.

## تكريم بعد وفاتها
- في مساء اليوم التالي لوفاتها الذي صادف نصف نهائي بطولة أوروبا لكرة القدم بين إيطاليا وإسبانيا، بثت خلال فترة الإحماء واحدة من أشهر أغانيها «لممارسة الحب، إبدا أنت» من ملعب ويمبلي في لندن، بطلب قدمه المنتخبان إلى الاتحاد إلى الاتحاد الأوروبي لكرة القدم (UEFA)، لتكريم الفنانة التي حظيت بشعبية واسعة في كلا البلدين.
- في 14 يوليو 2021 وافق مجلس بلدية مدريد على إطلاق اسمها على ميدان يقع تخليدًا لذكراه يقع بين رقم 43 و 45 في شارع كالي دي فوينكارال.[42]
- في يوليو 2021 أطلق اسمها على تسمية الواجهة البحرية في بيلاريا (المدينة التي نشأت فيها،[43] وعلى ميدان في مدينة فورنو.[44]
- رسم الفنان الإيطالي تي-في-بوي لوحة جدارية في برشلونة تصور رافاييلا، وقد أعاد الفنان رسمها بعد أن تعرضت للتخريب بكتابات معادية للمثليين، ورسم ثانية في روما بالقرب من الكولوسيوم.[45]

## روابط خارجية
- رافاييلا كارا على موقع IMDb (الإنجليزية)
- رافاييلا كارا على موقع روتن توميتوز (الإنجليزية)
- رافاييلا كارا على موقع مونزينجر (الألمانية)
- رافاييلا كارا على موقع ألو سيني (الفرنسية)
- رافاييلا كارا على موقع ميوزك برينز (الإنجليزية)
- رافاييلا كارا على موقع أول موفي (الإنجليزية)
- رافاييلا كارا على موقع قاعدة بيانات الأفلام السويدية (السويدية)
- رافاييلا كارا على موقع إن إن دي بي (الإنجليزية)
- رافاييلا كارا على موقع أول ميوزيك (الإنجليزية)
- رافاييلا كارا على موقع ديسكوغز (الإنجليزية)